# Peresós tridàctil

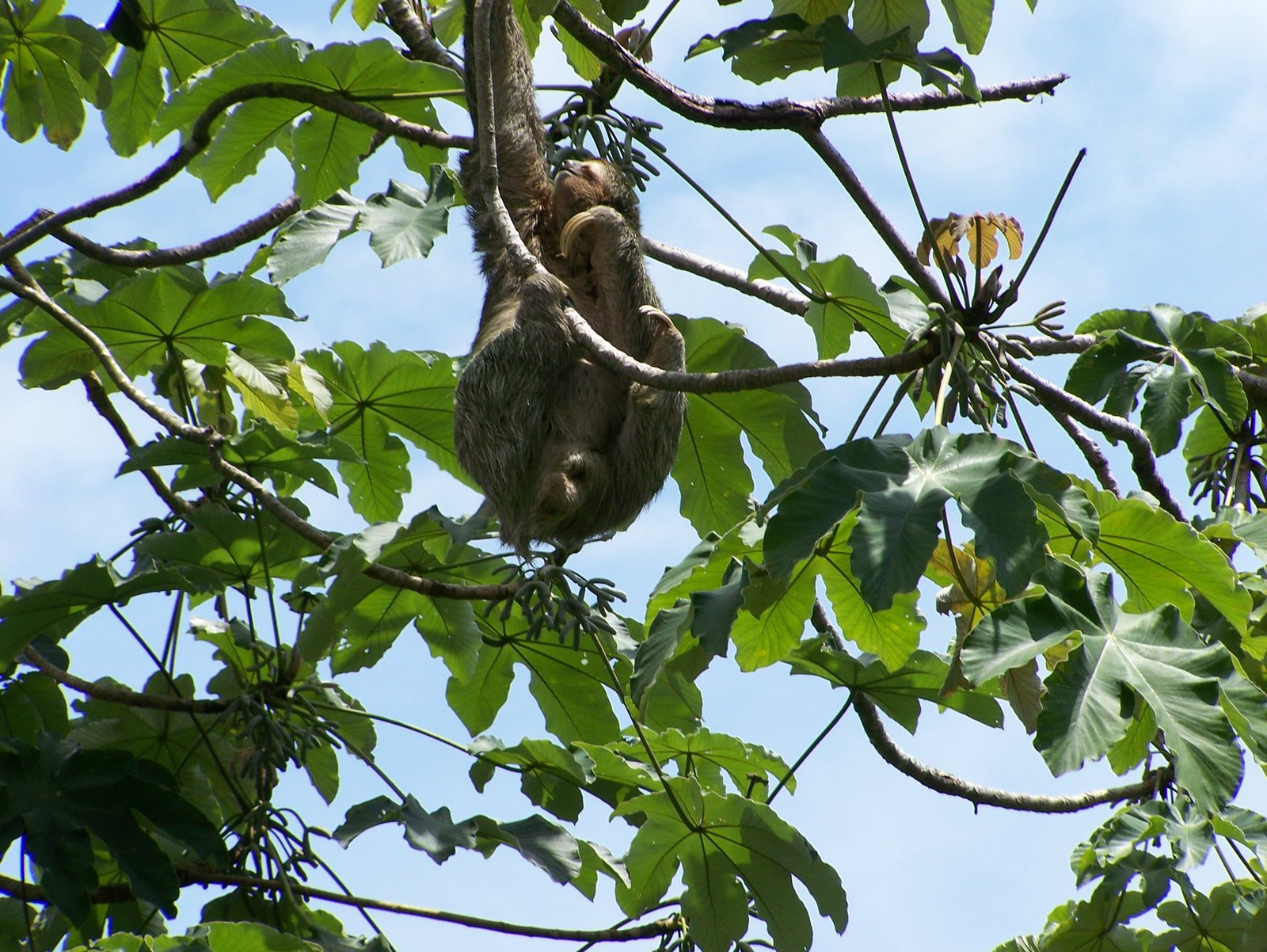
Un peresós tridàctil a dalt d'una cecròpia

Els peresosos tridàctils (Bradypus) són una família i gènere de mamífers de l'ordre dels pilosos. Juntament amb els peresosos didàctils (Megalonychidae) formen el subordre dels peresosos (Folivora). El nom de peresosos de tres dits del peu, amb què en algunes ocasions es denomina aquests animals, és imprecís, car els peresosos didàctils també presenten tres dits a les potes posteriors.

## Distribució
Els peresosos tridàctils viuen a les Amèriques. La seva distribució s'estén des de Centreamèrica (Hondures) fins a Sud-amèrica. Tanmateix, no viuen ni a la regió dels Andes, ni a la regió dels Llanos al llarg de l'Orinoco, ni a la part meridional del continent.

## Descripció

### Descripció
La morfologia dels peresosos tridàctils està adaptada a un estil de vida en què l'animal es penja dels arbres cap per avall. Assoleixen una llargada corporal d'entre quaranta i setanta centímetres i un pes d'entre tres i cinc quilograms, sent així una mica més petits que els seus parents didàctils. Els membres són llarg i forts. Les potes anteriors són clarament més llargues que les posteriors i tenen tres dits, dotats d'afilades urpes en forma de ganxo. A diferència dels peresosos didàctils, que no tenen cua, els peresosos tridàctils en tenen una de curta que fa entre dos i nou centímetres de llarg. Una altra diferència és el nombre de vèrtebres cervicals. Juntament amb els peresosos didàctils i els manatís, són els únics mamífers vivents que no tenen set vèrtebres cervicals. Els peresosos tridàctils en presenten nou, cosa que permet una gran mobilitat del cap. Poden girar el cap en un arc de 270 graus, de manera que poden arribar a més fonts d'aliment sense necessitat d'utilitzar les potes.

### Pelatge
El seu cos està cobert d'un espès pelatge, compost d'una capa de suau pèl interior, així com una capa de pèl superior bast i gruixut. Aquests pèls tenen uns solcs que els recorren en tota la seva llargada, i, a diferència de la majoria d'altres espècies de mamífers, no arriben al ventre, per permetre una millor evacuació de l'aigua de pluja. El pelatge és en gran part de color marró grisós, però sovint adquireix un color verdós a causa de les algues i cianobacteris que hi viuen. Aquest efecte, especialment aparent a la temporada plujosa, serveix de camuflatge. Els mascles es poden distingir per la presència d'una taca groga o taronja a l'esquena. El pelatge d'aquest animal allotja diverses espècies d'insectes; un sol exemplar pot servir de llar a milers d'escarabats. Algunes papallones del grup dels crisaugins, com ara Cryptoses choloepi i Bradipodicola hahneli, també hi viuen. Quan els peresosos tridàctils baixen a terra a defecar, les arnes n'abandonen el pelatge i ponen els ous als seus excrements. Les larves se n'alimenten i, una vegada han sofert la metamorfosi, busquen un nou peresós tridàctil.

### Cap i dents
El cap dels peresosos tridàctils és petit i rodó, amb el nas que sobresurt una mica de la cara. Els ulls són petits, igual que les orelles, que queden amagades al pelatge. Tenen els sentits de la vista i de l'olfacte poc desenvolupats. Manquen de dents incisives i canines, cosa que els deixa amb un total de divuit dents molariformes (premolars+molars), cinc a cada banda del maxil·lar superior i quatre a cada banda del maxil·lar inferior; les del davant són bastant més petites. Les dents són punxegudes i creixen durant tota la vida.

## Comportament
El comportament d'aquests animals es caracteritza per un estil de vida que consisteix a penjar-se cap per avall i una dieta pobra en nutrients, que requereix un comportament energèticament conservador.

## Taxonomia
- Família Bradypodidae
  - Gènere Bradypus
    - Bradypus pygmaeus
    - Bradypus torquatus
    - Bradypus tridactylus
    - Bradypus variegatus